# Pyrrhia purpurina
Pyrrhia purpurina är en fjärilsart som beskrevs av Eugen Johann Christoph Esper 1798. Pyrrhia purpurina ingår i släktet Pyrrhia och familjen nattflyn. Inga underarter finns listade.